# Willyan da Silva Rocha
Willyan da Silva Rocha, conhecido como Willyan (Muniz Freire, 27 de janeiro de 1995), é um futebolista brasileiro  que atua como zagueiro. Atualmente, defende o Al-Jazira. 

## Carreira

### Desportiva Ferroviária
Aos sete anos de idade, Willyan chegou no Desportiva Ferroviária e fez toda sua Base na equipe até estrear profissionalmente por ela em 2014, onde conquistou, já na primeira época, dois títulos: o Desafio Preto e Grená e a Taça Vitória de Futebol. Nesse mesmo ano, foi considerado a Revelação do Campeonato Capixaba.
Depois, foi emprestado para o Flamengo, seu time do coração, onde atuou pela equipe sub-20 e ficou no clube até o ano de 2015, quando retornou para sua cidade natal.
| “                                           | Não fiquei no Flamengo por consequências do futebol, mas volto feliz. Me sinto em casa na Desportiva, onde eu comecei a jogar futebol, e a torcida sempre me apoiou. Aqui tenho o carinho de todos e estou feliz por estar de volta. | ” |
| — Willyan sobre sua passagem pelo Flamengo. | |   |

Em seu retorno, ajudou em uma vitória do seu clube diante o Botafogo, rival estadual de sua ex-equipe, e comemorou o tento provocando o time com o "chororô". Após esse momento individual positivo, ele foi escolhido o melhor zagueiro e a revelação do Campeonato Capixaba de 2016.

### Grêmio
Seu contrato iria se encerrar naquela mesma época, após o time não conseguir passar da primeira fase da Série D, e o jogador optou por não renová-lo. Paralelo a isso, o Grêmio buscou o defensor de 21 anos e o contratou ainda em 2016.
No time gaúcho, Willyan não teve muitas oportunidades. A defesa gremista possuía Pedro Geromel e Walter Kannemann e o jovem de 22 anos não conseguiu seu espaço entre os anos de 2016 e 2017. Nesse último, foi emprestado para o Clube Atlético Votuporanguense, e disputou a Série A2 do Paulista.
Por conta das baixas oportunidades, que alternavam entre Time B e treinos com a equipe profissional, Willyan chegou a um acordo com a diretoria do time comandado por Renato Gaúcho e rescindiu seu contrato na metade de 2017.

### Futebol Português
Willyan estreou no futebol português na temporada de 2017–18 pelo Clube Desportivo da Cova da Piedade, onde ficou até o fim da temporada 2018–19. Por quatro temporadas, o jogador assinou com o Portimonense em julho de 2019.
Na equipe, o brasileiro chamou a atenção sendo um frequente titular na equipe. Seu bom futebol fez com que ele recebesse a atenção de equipes brasileiras, que até tentaram a sua contratação, mas não houve nenhum acordo entre as partes envolvidas.

### CSKA
Após 88 jogos, Willyan mudou-se de Portugal para atuar na Rússia pelo CSKA Moscou em setembro de 2022. Seu contrato é por três temporadas.

Já em sua primeira época, o zagueiro conseguiu firmar-se na equipe titular e levantou seu primeiro troféu em solo europeu: o da Copa da Rússia de 2022–23.

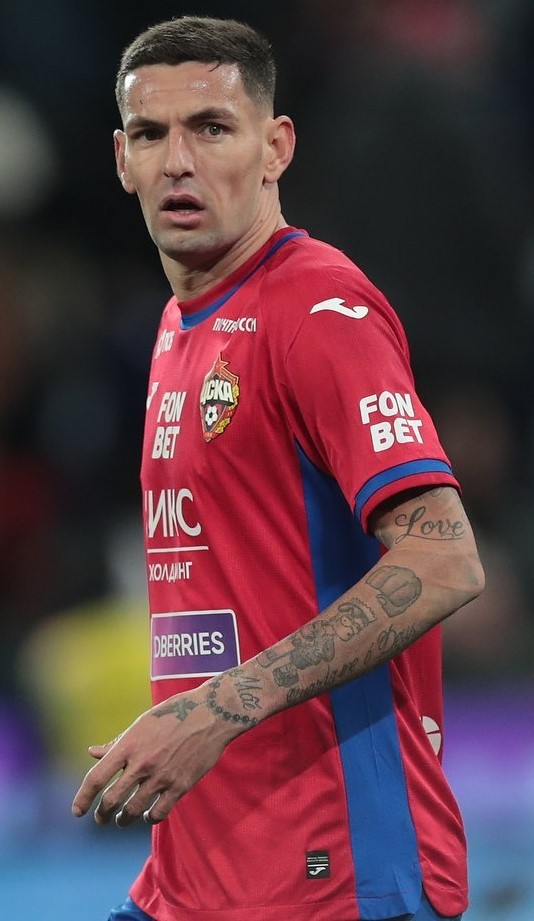
Willyan em 2022.

Nesse mesmo momento, o atleta voltou a ser sondado para retornar ao futebol brasileiro, mas não houve nenhum acordo firmado para o retorno dele para seu país de origem.
Seu retorno ao futebol brasileiro não era prioridade de Willyan naquele momento, mas o jogador deixou isso em aberto para momentos no futuro:
| “                                   | Ainda não tive, mas já tenho boas experiências no futebol europeu e estou subindo na carreira. Comecei desde lá de baixo e hoje estou num grande clube do futebol mundial. Falando do futebol brasileiro, gostaria muito de poder ter essa experiência. Agora, não consigo dizer quando terei essa chance. O futebol tem sempre muitas surpresas. Tenho contrato com o CSKA e estou muito feliz na Rússia. Estou focado em descansar e começar a me preparar para a nova temporada. Não penso muito nessa questão da saída, se tiver de acontecer, acontece | ” |
| — Willyan sobre retornar ao Brasil. | |   |

## Títulos
Desportiva Ferroviária
- Desafio Preto e Grená: 2014
- Taça Vitória de Futebol: 2014
- Campeonato Capixaba: 2016

CSKA Moscou
- Copa da Rússia:  2022–23[13]

### Individuais
- Melhor zagueiro do Campeonato Capixaba: 2016
- Jogador revelação do Campeonato Capixaba: 2014,[2] 2016[16]